# Bill Marriott
Bill Marriott, John Willard Marriott jr (ur. 25 marca 1932 w Waszyngtonie) – amerykański przedsiębiorca, prezes zarządu Marriott International.

## Życie
Urodził się w Waszyngtonie, jako dziecko Alice Marriott i Johna Willarda Marriotta, założycieli Marriott International. Uczęszczał do szkoły St. Albans School, stopień licencjacki w dziedzinie finansów uzyskał na Uniwersytecie Utah, gdzie został również członkiem bractwa Sigma Chi. Służył na lotniskowcu jako oficer w korpusie Zaopatrzenia Amerykańskiej Marynarki Wojennej. Jest harcerzem.

## Kariera
W 1956 Marriott dołączył do Marriott Corporation i został wybrany wiceprezesem firmy. W styczniu 1964 został członkiem zarządu a w listopadzie tego samego roku został jej prezesem. W roku 1972 objął stanowisko dyrektora naczelnego, a trzynaście lat później wybrany został na prezesa zarządu. W trakcie swojej kadencji w firmie, wprowadził praktykę zarządzania przychodami w branży hotelarskiej.
Aktywnie uczestniczy w różnych radach i zarządach, w tym Amerykańskim Zespole Doradczym ds. Promocji Podróży i Turystyki (U.S. Travel and Tourism Promotional Advisory Board) czy też w komitecie wykonawczym World Travel & Tourism Council, radzie powierniczej National Urban League. Był dyrektorem National Geographic Society. Pełnił funkcję przewodniczącego President's Export Council, grupy doradzającej prezydentowi w sprawach eksportu. Pełnił również funkcję przewodniczącego biura Fundacji Laury Bush na rzecz bibliotek amerykańskich.
13 grudnia 2011 ogłosił, że z dniem 31 marca 2012 obejmie funkcję prezesa firmy i zrezygnuje z funkcji dyrektora generalnego na rzecz Arne Sorensona.

## Życie prywatne
Od ponad 60 lat jego żoną jest Donna Garff. Ma z nią czworo dzieci. Jest aktywnym członkiem Kościoła Jezusa Chrystusa Świętych w Dniach Ostatnich.